# Focke-Wulf GL 22
Die Focke-Wulf GL 22 ist ein deutsches Schulflugzeug der 1920er Jahre.

## Geschichte
Die GL 22 entstand als Weiterentwicklung der GL 18 nach einer entsprechenden Forderung der Deutschen Verkehrsfliegerschule (DVS), die das einzige gebaute Exemplar der GL 18 c betrieb und sich an einer verbesserten Ausführung für Schulungszwecke interessiert zeigte. Focke-Wulf orientierte sich – wie schon beim Vorgänger – an der A 16 a. Der Rumpf wurde verbreitert und um fast zwei Meter verlängert; der Tragflügel wurde beibehalten. Die mit der GL 18 gewonnenen Erkenntnisse über die Anbringung der beiden Motoren flossen insofern ein, als die beiden Siemens-Triebwerke in einem 10°-Winkel zur Längsachse nach außen geneigt installiert wurden. Entsprechende Tests hatten gezeigt, dass bei dieser Anordnung die im Luftstrom liegenden Steuerklappen des Leitwerks auch nach Ausfall eines Motors am besten wirkten. Weitere Unterscheidungsmerkmale waren die nach oben gezogene Bugspitze und die Verwendung eines gefederten Hauptfahrwerks mit V-Streben und größerer Spurbreite.
Bei den ersten Flugtests wurde festgestellt, dass eine Leistungsrücknahme einen Strömungsabriss im hinteren Bereich der Triebwerke zur Folge hatte, was wiederum ein abruptes Abkippen über den Bug nach sich zog. Da dieser Effekt schon bei der GL 18 aufgetreten war, wurde die Ursache jedoch schnell erkannt und konnte durch eine Änderung der Motorgondelform bereinigt werden.
Nachdem die Erprobung ohne weitere Schwierigkeiten hatte abgeschlossen werden können, wurde eine kleine Serie von insgesamt sechs GL 22 aufgelegt, von denen allein vier vom Reichsverkehrsministerium finanziert wurden und mindestens drei (D–1349, D–1375 und D–1418) ihre Zulassung im März, Mai und Juni 1928 erhielten und an die DVS geliefert wurden.

## Technische Daten
| Kenngröße                          | Daten                       |
| ---------------------------------- | --------------------------- |
| Länge                              | 11,00 m                     |
| Spannweite                         | 16,00 m                     |
| Höhe                               | 3,00 m                      |
| Flügelfläche                       | 34,50 m²                    |
| Flügelstreckung                    | 7,42                        |
| Rüstmasse                          | 1330 kg                     |
| Nutzmasse                          | 40 kg                       |
| Zuladung                           | 490 kg                      |
| Startmasse                         | 1820 kg                     |
| Antrieb                            | zwei Siemens & Halske Sh 12 |
| Leistung                           | je 74 kW (101 PS)           |
| Flächenbelastung                   | 52,75 kg/m²                 |
| Leistungsbelastung                 | 12,30 kg/kW (9,10 kg/PS)    |
| Höchstgeschwindigkeit in Bodennähe | 156 km/h                    |
| Reisegeschwindigkeit in Bodennähe  | 142 km/h                    |
| Landegeschwindigkeit               | 80 km/h                     |
| Steiggeschwindigkeit               | 2,00 m/s                    |
| Dienstgipfelhöhe                   | 3000 m                      |
| Reichweite                         | 700 km                      |
| maximale Flugzeit                  | 5,00 h                      |
| Landerollstrecke                   | 150 m                       |
| Besatzung                          | 2                           |